# جوزيف بي. موردوك
جوزيف بي. موردوك (بالإنجليزية: Joseph Ballard Murdock)‏ هو ضابط وسياسي أمريكي، ولد في 13 فبراير 1851 في الولايات المتحدة، وتوفي في 20 مارس 1931 في نفس البلد.